# Кирчанов Максим Валерійович
Максим Вале́рійович Кірчанов (рос. Кирчанов Максим Валерьевич, чув. Кăрчансен Макçăмĕ / Kărçansen Makşămĕ, ивр. קירצ'אנוב מקסים; нар.1981 року) — російський історик-ревізіоніст і політолог, кандидат історичних наук (2006), доктор історичних наук (2012). Фахівець з історії Радянського Союзу, націоналістичних студій, національних відносин.

## Біографія
Народився 1981 року. Закінчив історичний факультет Воронезького державного універистету (2003) і аспірантуру Факультету міжнародних відносин (2006), захистив кандидатську («Історія розвитку латиського національного руху») і докторську ("Історія становлення та розвитку європейського націоналізму в другій половині 20 століття") дисертації.

## Наукова діяльність
З 2000 по 2003 рік, будучи студентом історичного факультету Воронезького Університету, Максим Кирчанів займався вивченням історії політичного протестантизму в США, Німеччині, Латвії та Великої Британії.
З 2003 по 2007 рік, навчаючись в аспірантурі і після захисту дисертації, займався вивченням проблем націоналізму в Центральній і в Східній Європі. До цього періоду належать публікації, присвячені націоналізму в Латвії, Хорватії і в Україні. Приблизно в 2005 році починає вивчати українську мову. Перші публікації українською мовою належать до 2006 / 2007 років. Після 2007 року несподівано припинив вивчення історії України, різко скоротивши число публікацій українською мовою. Відхід від української проблематики був пов'язаний із звинуваченнями в «українському буржуазному націоналізмі», хоча після 2007 року в роботах М. В. Кирчаніва факти, пов'язані з переслідуваннями російських істориків з політичними мотивами, не згадуються і не простежуються.
Починаючи з 2007 року займається вивченням проблем націоналізму і модернізації. Більшість публікацій М. В. Кирчаніва, виданих після 2007 року, присвячена різним формам та стратегіям модернізації. У цей період написані перші монографії російською мовою, присвячені ранньомодерній англійській нації, проблемам історії Бразильської Імперії, націоналізму в Індонезії, модернізації в контексті розвитку націоналізму європейських периферій. У 2007 — 2010 роках написані і опубліковані російською мовою монографії і навчальні посібники про розвиток націоналізму в Бразилії, Середній Азії, Індонезії, Латвії і США. У 2010 році в Інтернеті опублікована перша монографія українською мовою, присвячена історії англомовної української літератури в США та Канаді. Починаючи з 2008 / 2009 років з'являються статті, об'єднані проблемами модернізаційних змін та розвитку націоналізму в Чувашії, Каталонії, Македонії та Грузії.
Протягом 2010–2013 років в центрі наукової уваги М. В. Кирчанова — проблеми історії та ідеології націоналізму в європейських регіонах, проблеми інтелектуальної історії та історії України. У 2012 році захистив дисертацію на здобуття наукового ступеня доктора історичних наук у Воронезькому державному університеті.

## Публікації
Українською
- Кирчанів М. Ameryka & Україна: література і ідентичність / М. Кирчанів. — http://ejournals.pp.net.ua [Архівовано 24 Лютого 2011 у Wayback Machine.], 2010. — 162 с. ISBN 5-00-001653-X. -(http://ejournals.pp.net.ua/_ld/1/151_Ukrajina__Amery.pdf [Архівовано 17 Грудня 2014 у Wayback Machine.])

Російською
- Кирчанов М. В. Латвия и страны Балтии. Проблемы дипломатической и политической истории / М. В. Кирчанов. — Воронеж: Воронежский государственный университет, Факультет международных отношений, 2007. — 153 с. [9.2 п.л.]
- Кирчанов М. В. Imagining England. Национализм, идентичность, память / М. В. Кирчанов. — Воронеж: ФМО ВГУ, 2008. — 204 с. [12.75 п.л.]
- Кирчанов М. В. Ordem e Progresso. Память и идентичность, лояльность и протест в Латинской Америке / М. В. Кирчанов. — Воронеж: ФМО ВГУ, 2008. — 205 с. [12.75 п.л.]
- Кирчанов М. В. Воображая и (де)конструируя Восток. Идентичность, лояльность и протест в политических модернизациях и трансформациях / М. В. Кирчанов. — Воронеж: Научная книга, 2008. — 295 с. ISBN 978-5-98222-365-4 [18.4 п.л.]
- Кирчанов М. В. Império, Estado, Nação. Политические модернизации и интеллектуальные трансформации в Бразильской Империи (1822–1889) / М. В. Кирчанов. — Воронеж: Научная книга, 2008. — 155 с. ISBN 978-5-98222-364-7 [9.5 п.л.]
- Кирчанов М. В. Авторитаризм, национализм и политический протест (проблемы модернизации в Бразилии 1930 — 1980-х годов) / М. В. Кирчанов. — Воронеж: ФМО ВГУ, 2009. — 163 с. [9.75 п.л.]
- Кирчанов М. В. Zemnieki, latvieši, pilsoņi: идентичность, национализм и модернизация в Латвии / М. В. Кирчанов. — Воронеж: «Научная книга», 2009. — 204 с. ISBN 978-5-98222-461-3 [12.75 п.л.]
- Кирчанов М. В. Националистическая модель политической модернизации и трансформации европейских периферий / М. В. Кирчанов. — Воронеж: ФМО ВГУ, 2009. — 217 с. ISBN 5-00-0010-46-9
- Кирчанов М. В. Национализм и модернизация в Индонезии в XX веке / М. В. Кирчанов. — Воронеж: «Научная книга», 2009. — 250 с. ISBN 978-5-98222-472-9
- Кирчанов М. В. Руритания vs Мегаломания: политический национализм и националистическое воображение в Бразилии в XX веке (литература и идентичность в социальных трансформациях и модернизациях) / М. В. Кирчанов. — Воронеж: «Научная книга», 2009. — 179 с. ISBN 978-5-98222-487-3 [11.2 п.л.]
- Кирчанов М. В. Националистическая модернизация (каталонский опыт) / М. В. Кирчанов. — Воронеж: «Научная книга», 2010. — 148 с. ISBN 978-5-98222-564-1 [9.25 п.л.]
- Кирчанов М. В. «И снова утвержу свой Сион»: религиозный и секулярный национализм в Америке / М. В. Кирчанов. — Воронеж, 2010. — 211 с. ISBN 5-00-001635-1
- Кирчанов М. В. От Ostforschung к Baltic Studies. Из истории балтийских исследований / М. В. Кирчанов. — Воронеж. 2010. — 108 c. ISBN 5-00-001731-5.
- Кирчанов М. В. [Пост]колониальные ситуации: среднеазиатские национализмы в контексте политических модернизаций / М. В. Кирчанов. — Воронеж: ФМО ВГУ. 2010. — 183 с.
- Кирчанов М. В. Конструируя нации, создавая Отечества (история европейских периферийных национализмов во второй половине XIX — первой половине XX века) / М. В. Кирчанов. — Saarbrücken: Lambert Academic Publishing, 2011. — 383 с. ISBN 978-3-8433-2382-6
- Кирчанов М. В. Интеллектуальная история беларуского национализма. Краткий очерк / М. В. Кирчанов / под ред. А. Е. Тараса. — Смоленск: «Посох», 2011. — 212 с.: Иллюстрации (Неизвестная история)
- Кирчанов М. В. Нация, класс, протест: европейские периферийные национализмы во второй половине ХХ — начале XXI века / М. В. Кирчанов. — Saarbrücken: Lambert Academic Publishing, 2011. — 507 с. ISBN 978-3-8454-2790-4
- Кирчанов М. В. Другая культура: история культуры для взрослых (краткий очерк) / М. В. Кирчанов. — Saarbrücken: Lambert Academic Publishing, 2011. — 105 с. ISBN 978-3-8454-1953-4
- Кирчанов М. В. «Мы дружбой ленинской сильны»: мифы нации и класса в Советском Союзе / М. В. Кирчанов. — Saarbrücken: Lambert Academic Publishing, 2011. — 273 с. ISBN 978-3-8465-0393-5
- Кирчанов М. В. Воображая ГДР: интеллектуальная история расцвета и упадка Германской Демократической Республики / М. В. Кирчанов. — Saarbrücken: Lambert Academic Publishing, 2011. — 273 с. ISBN 978-3-8473-0112-7
- Кирчанов М. В. От атлантов к славянам: национализм и историческое воображение в современных восточноевропейских национализмах / М. В. Кирчанов. — Saarbrücken: LambeAcademic Publishing, 2012. — 174 с. ISBN 978-3-8473-2804-9
- Кирчанов М. В. «Верым, можам, переможам»: проблемы интеллектуальной истории беларуского национализма / М. В. Кирчанов. — Saarbrücken: Lambert Academic Publishing, 2012. — 408 с. ISBN 978-3-659-16303-6
- Кирчанов М. В. «Плачущие по нескончаемому миру»: колониализм, национализм и транскультурализм (проблемы постколониального анализа) / М. В. Кирчанов. — Воронеж: Факультет международных отношений, 2012. — 183 с. [препринт]
- Кирчанов М. В. Национализм, этатизм, модернизация: интеллектуальная история Бразилии ХХ — начала XXI века / М. В. Кирчанов. — Воронеж: ИПЦ «Научная книга», 2012. — 346 с. ISBN 978-5-4446-0164-8
- Кирчанов М. В. Империя и нация: проблемы интеллектуальной истории Бразильской Империи / М. В. Кирчанов. — Воронеж: Издательство «Научная книга», 2013. — 295 с. ISBN 978-5-98222-809-3